# إيميل بارنز
إيميل بارنز (بالإنجليزية: Emile Barnes)‏ هو عازف جاز أمريكي، ولد في 18 فبراير 1892 في نيو أورلينز في الولايات المتحدة، وتوفي في 2 مارس 1970.